# Magen (Israël)
Magen (en hébreu : מָגֵן) est un kibboutz du sud d’Israël.
Situé dans le nord-ouest du désert du Néguev, il relève de la juridiction du conseil régional d’Eshkol.
En 2022, Magen comptait 540 habitants.